# Jurământ de sânge (roman)
Jurământ de sânge este al patrulea roman din seria Academia Vampirilor scrisă de Richelle Mead. Varianta tradusă a fost publicată în România de Editura Leda.
Plecată în Rusia să-l omoare pe Dimitri, Rose se luptă cu diferențele de limbă și lipsa de progres, dar o întâlnire neașteptată ar putea s-o pună pe drumul bun. În același timp, la academia St. Vladimir se înscriu doi elevi noi care seamănă nesiguranță și neliniște în rândurile prietenilor ei.

## Personaje
- Rosemarie "Rose" Hathaway - gardiana Lissei
- Sydney Sage - Alchimistă
- Vasilisa "Lissa" Dragomir - Moroi, ultima din familia regală Dragomir
- Dimitri Belikov - Dhampir, iubitul lui Rose inainte de a fi transformat in Strigoi
- Adrian Ivashkov - Moroi regal, iubitul lui Rose
- Mia Rinaldi - Moroi neregal
- Janine Hathaway - Dhampir, mama lui Rose
- Avery Lazar - Moroi regal, fiica directorului
- Jill Mastrano - Moroi
- Abe Mazur - Moroi neregal, tatăl lui Rose